# W3m
w3m ist ein freier (unter der MIT-Lizenz) textbasierter Webbrowser, der Lynx oder Links ähnelt, jedoch komfortabler ist, da er Tabellen, Frames und mittels Plugin auch Bilder darstellt. w3m unterstützt außerdem die Verwendung von Lesezeichen und Tabbed Browsing, jedoch kein JavaScript. Eine Mausunterstützung ist teilweise auch möglich.
Mit dem Emacs-w3m existiert ein Frontend für den Emacs, das mit Shimbun unter anderem eine Newsreader-ähnliche Bibliothek enthält.